# Трофимов, Валентин Васильевич
Валентин Васильевич Трофимов — советский рабочий и государственный деятель.
В. В. Трофимов был эвакуирован из Москвы в Барнаул 12 ноября 1941 года вместе с заводом «Арматура», который в связи с эвакуацией получил новое название Барнаульский аппаратурно-механический завод (БАМЗ), с которым просуществовал вплоть до 2012 года, когда стал частью Алтайского заводом агрегатов. В 1946 году Трофимов сменил В. М. Никитина на посту директора завода.
Трофимов в разное время работал в крайкоме, крайисполкоме и горисполкоме. С 1953 по 1958 год он возглавлял горисполком Барнаула. Его заместителями в этом качестве были Анатолий Иванович Мельников (тоже будущий глава горисполкома) и Пётр Иванович Лихачёв.